# Berta Rojas

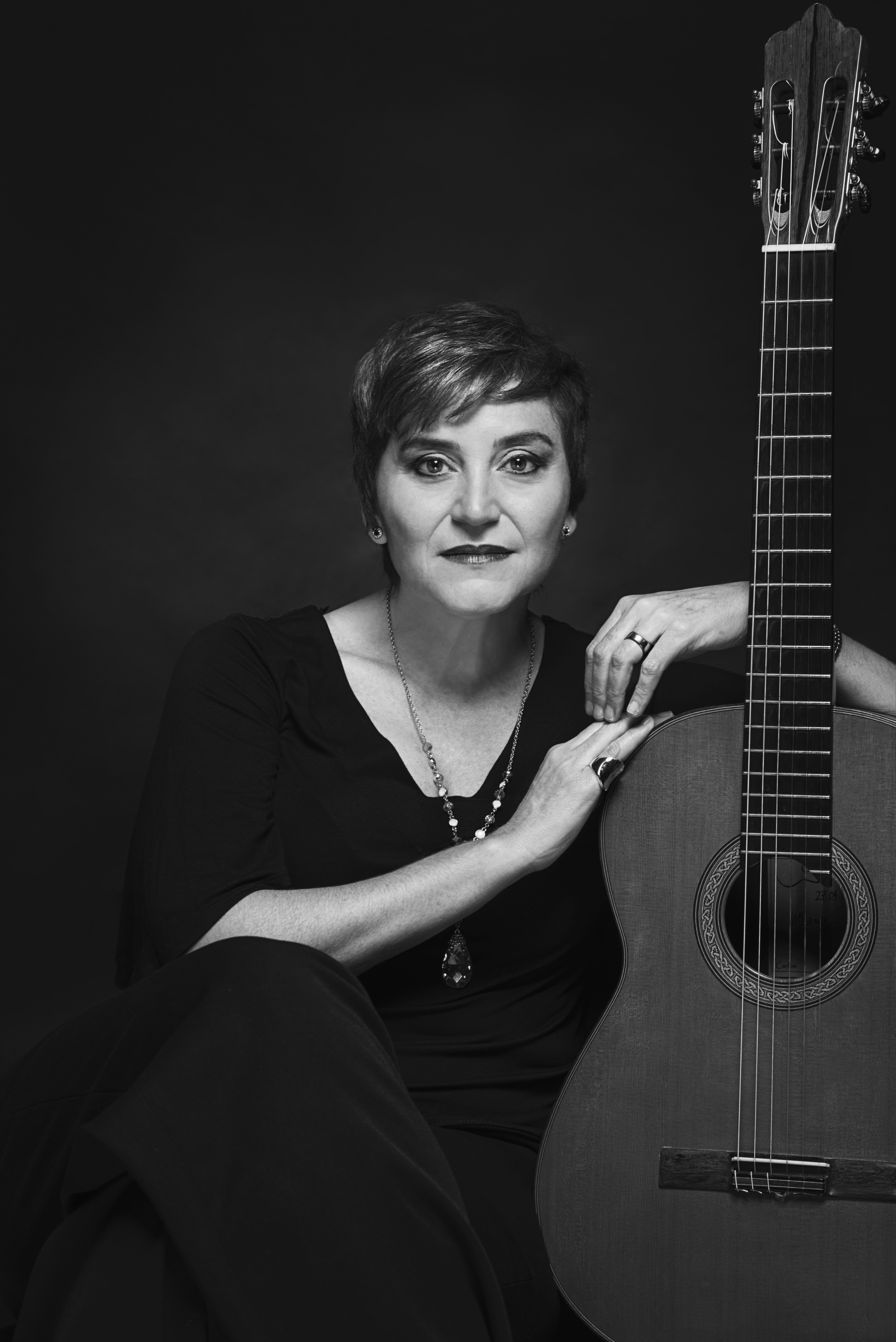

Berta Rojas (Asunción, Paraguay, 23 september 1966) is een klassiek gitariste van Paraguayaanse afkomst. Ze is vooral bekend door de uitvoering van werken van de componist Agustín Barrios.
Het John F. Kennedy Center for the Performing Arts gaf haar de erkenning Fellow of the Americas. Ook ontving zij een prijs van de Organisatie van Amerikaanse Staten. Beide prijzen stelden haar in staat om een mastersopleiding te volgen aan het prestigieuze Peabody Institute of the Johns Hopkins University.
Ze geeft tournees in Europa en Latijns-Amerika. Tevens geeft ze les aan de George Washington-universiteit.
- International Standard Name Identifier: 0000 0000 5544 9439
- Library of Congress Control Number: no98069299
- MusicBrainz: 7f41b109-4556-4c5f-b72e-39bc2e369cc4
- Virtual International Authority File: 62687296
- WorldCat: E39PBJrWGtpHktd97TjXH9fDv3